# São Joaquim do Monte
São Joaquim do Monte é um município brasileiro do estado de Pernambuco. O município é constituído de 3 distritos: São Joaquim do Monte, Barra do Riachão e Vila De Santana do São Joaquim.

## História
O local onde hoje está a cidade de São Joaquim do Monte começou a ser povoado em 1896 com a construção da casa de Manoel Quintino. Próxima a ela, localizava-se a casa do Capitão Manoel Antônio, que era denominada "Casa Nova" de ABA DE SERRA, que se tornou o primeiro nome do lugarejo por estar ao pé da serra, hoje Serra do Monte.
Em 1896 foi erguida a capela em honra de São Sebastião. Sob influência do Coronel Joaquim José de Lima, o padroeiro da cidade foi trocado para São Joaquim. Em 1912, quando foi criado o distrito no município de Bonito, o povoado recebe este nome. No ano seguinte, iniciou-se a construção da nova capela sob a direção do Frei Epifânio e apoio do José Joaquim de Melo (o José Gameleira), que seria inaugurada dois anos depois.
O distrito foi elevado à categoria de município com a denominação de São Joaquim, pela lei estadual nº 1931, de 11 de setembro de 1928. Pelo decreto-lei estadual nº 952, de 31 de dezembro de 1943, o município de São Joaquim, passou a chamar-se Camaratuba. Pela lei estadual nº 416, de 31 de dezembro de 1948, passou a denominar-se São Joaquim do Monte.

## Geografia
Localiza-se a uma latitude 08°25'57" sul e a uma longitude 35°48'16" oeste, estando a uma altitude de 463 metros. Sua população estimada em 2004 era de 21 151 habitantes.
Possui uma área de  230,68 km².

### Relevo
O município localiza-se no Planalto da Borborema, cujo relevo é constituído por outeiros e maciços altos, com altitudes entre 600 e 1000 metros. Predominam solos com fertilidade média e alta.

### Vegetação
A vegetação nativa é composta por Florestas Subcaducifólica e Caducifólica.

### Hidrografia
O município encontra-se na área das bacias hidrográficas dos rios Una e Sirinhaém, tendo como principais tributários são os riachos Seco e do Sapo. Todos os rios têm regime intermitente. O município dispõe da Barragem  Caianinha (1.361.340 m³).